# Абауйсанто
Абауйса́нто (венг. Abaújszántó) — город на северо-востоке Венгрии в медье Боршод-Абауй-Земплен. Расположен в сорока километрах от столицы медье — города Мишкольца. Население — 3021 человек (2016, оценка).
Поселение было обитаемо, начиная с античных времён. В течение многих веков был важным торговым центром. Утратил статус города, который имел более 600 лет, в 1902 году. Снова получил данный статус в 2004 году. Развиты виноделие и народные ремёсла.
Достопримечательности — готический костёл XIV века, перестроенный в XVIII веке в барочном стиле, барочная кальвинистская церковь (1752), лютеранская церковь эпохи позднего барокко и неоклассическая греко-католическая церковь, украшенная резным иконостасом.
Города-побратимы — Бад-Швальбах и Оберлунгвиц (Германия).

## Известные уроженцы
В Абауйсанто родился известный переводчик и поэт на языке эсперанто Кальман Калочаи, его имя носит одна из городских улиц.

## Население
| Год  | Численность | Численность |
| ---- | ----------- | ----------- |
| 2013 | 3130        | [ 6 ]       |
| 2014 | 3105        | [ 7 ]       |
| 2015 | 3062        | [ 8 ]       |
| 2021 | 2841        | [ 9 ]       |
| 2022 | 2727        | [ 10 ]      |
| 2023 | 2718        | [ 11 ]      |
| 2024 | 2697        | [ 2 ]       |